# 蕭道生
萧道生（5世紀—5世紀），字孝伯，萧承之的次子。刘宋时官居奉朝请，在弟弟萧道成当皇帝前就去世了。建元元年（479年），萧道成建立南齐，追封萧道生为始安王，谥号贞。後來被兒子蕭鸞追封為齊景皇。蕭鸞又追封江氏为懿后。在御道西立寝庙，陵墓称修安陵。

## 家庭

### 父母
- 齊宣帝蕭承之
- 恭太后王氏

### 兄弟
- 大哥 蕭道度：齊建國後，追封其為衡陽元王。
- 三弟 蕭道成：後廢宋建齊，為齊高帝。

### 夫人
- 懿江氏

### 子女
- 长子 萧凤：始安靖世子→始安靖王
- 次子 萧鸞：西昌侯→宣城郡公→宣城王→明皇帝
- 三子 萧缅：安陆昭侯→安陆昭王

## 延伸阅读
[在维基数据编辑]
 《南齊書/卷45》，出自萧子显《南齊書》
 《南史·卷41》，出自李延壽《南史》